# Malév

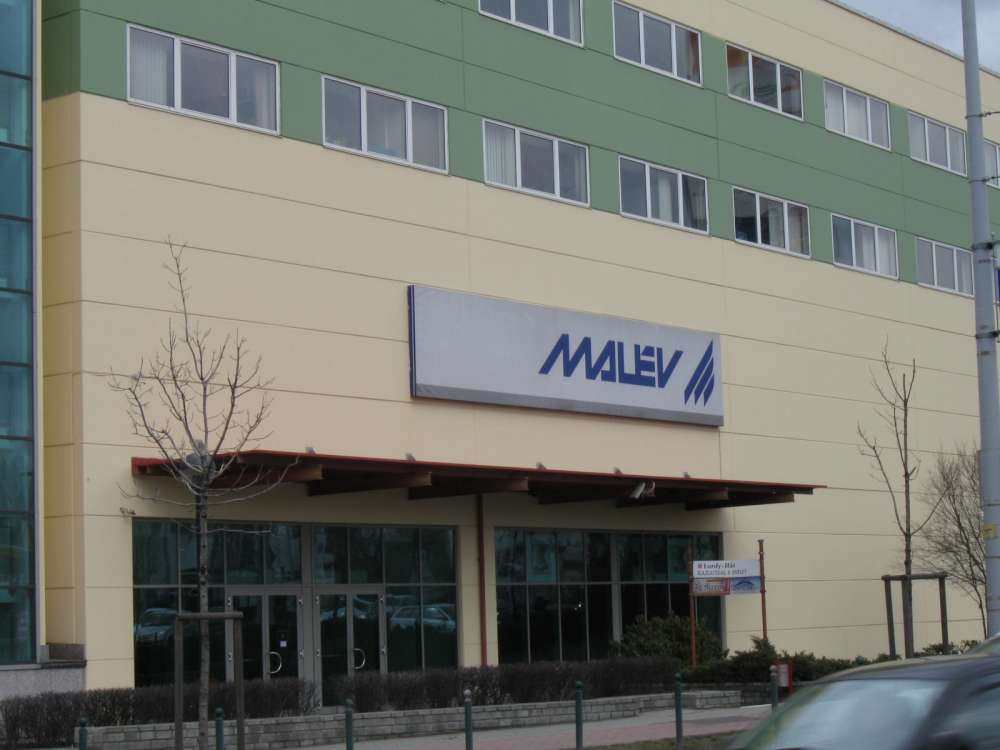
Le siège de Malév

Malév Hungarian Airlines (Code AITA : MA ; code OACI : MAH)  est  une compagnie aérienne nationale hongroise ayant opéré de 1946 à 2012. Son nom hongrois complet est Magyar Légiközlekedési Vállalat (« compagnie hongroise de transport aérien »). Elle effectuait des vols internationaux sur 2 continents depuis sa plate-forme de correspondance à l'aéroport international de Budapest-Ferihegy. Elle a fait partie de l'alliance Oneworld de 2007 à la suspension de ses activités.
Au moment de l'arrêt de ses vols, la compagnie desservait 50 villes dans 34 pays à travers le monde grâce à une flotte de 21 appareils.

## Histoire

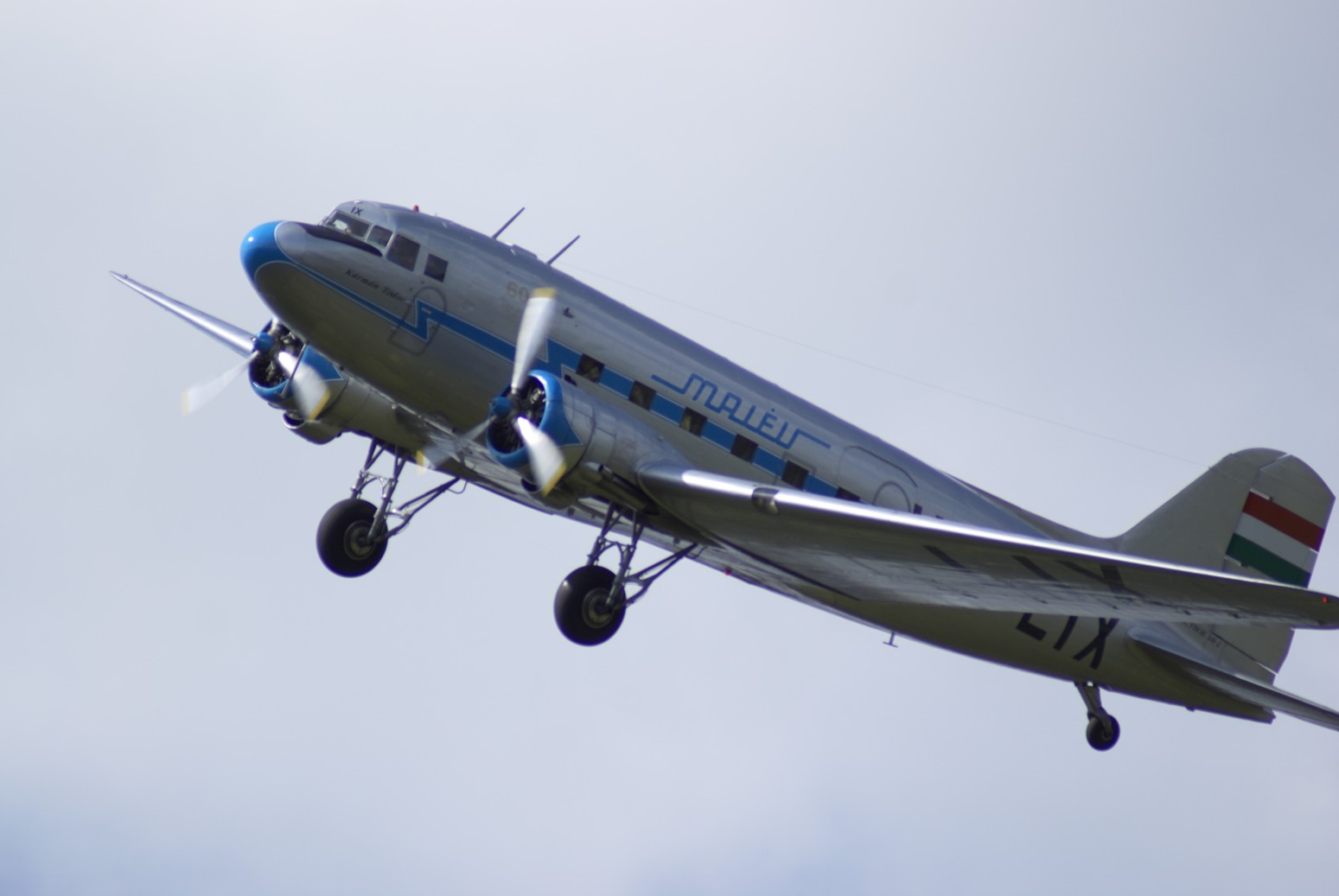
Li-2 restauré, aux couleurs de Malév (2009).

Fondée le 29 mars 1946, sous le nom de Maszovlet (littéralement « Société aérienne civile hongroise-soviétique »), elle a à l'époque une flotte constituée de cinq Lissounov Li-2 et de cinq Polikarpov Po-2 et commence ses activités le 15 octobre 1946. En 1947, Maszovlet effectue son premier vol charter vers Prague. L'ouverture de l'aéroport international de Budapest-Ferihegy le 7 mai 1950, facilite les opérations de Maszovlet.
Le 26 novembre 1950, Maszovlet devient la propriété de l'État hongrois et prend le nom de « Malév » (abréviation de « Magyar Légiközlekedési Vállalat »). En 1950, Malév possède une flotte de quinze avions, dessert dix-huit destinations intérieures et internationales et transporte 103 356 passagers. Une fois nationalisée, Malév modernise sa flotte et remplace ses avions par des Iliouchine Il-18. En 1961, Malév dessert Amsterdam, Belgrade, Bruxelles, Copenhague, Francfort, Moscou, Paris, Rome, Stockholm, Tirana et Zurich. En 1969, Malév dessert depuis l'aéroport de Budapest-Ferihegy, 33 villes dans 28 pays. La même année, Malév arrête ses vols intérieurs et de plus introduit dans sa flotte le Tupolev Tu-134. Été 1974, Malév introduit dans sa flotte le Tupolev Tu-154. En 1984, elle devient membre de l'Association internationale du transport aérien (IATA). À la fin des années 1980, Malév transporte plus d'un million de passagers par an et dessert quarante villes dans trente pays.
À la fin de la décennie, à la faveur du dégel des relations internationales et de la fin de la Guerre froide, Malév remplace sa flotte vieillissante par des Boeing 737, modèle qui composera sa flotte jusqu'à sa cessation d'activités en 2012. En 2007, Malév devient une compagnie aérienne privée, AirBridge Zrt achète à la Hongrie 99,95 % des parts de l'entreprise. La même année en 2007, Malév transporte plus de trois millions de passagers. Malév rejoint le 1er avril 2007 l'alliance Oneworld, menée par American Airlines et British Airways.

### Déclin et chute
En 2008, la compagnie aérienne connaît déjà des problèmes sérieux : soumise à une forte concurrence de la part des compagnies low-cost et à l'augmentation du prix du kérosène, elle annonce qu'elle va licencier 20 % de ses employés et supprimer certains vols long-courriers, devenus trop onéreux à assurer.
En février 2010, Malév, endettée à hauteur de 259 millions d'euros et au bord du gouffre financier, est renationalisée par le gouvernement hongrois pour lui éviter une faillite. Il possède à partir de cette date 95 % de la compagnie. Néanmoins, celle-ci n'est pas rentable ; pour la seule année 2010, son déficit se monte à 85 millions d'euros. Le gouvernement met en place des plans destinés à la redresser (ajustements de réseau, amélioration des prestations pour les passagers d'affaires).
À partir de 2012, la situation s'aggrave : la Commission européenne exige, en janvier 2012, que la compagnie rembourse 200 millions d'euros d'aides, jugées illégales, qui lui avaient été versées par l'État hongrois entre 2007 et 2010, une somme qui représente près d'un an de chiffre d'affaires pour la compagnie. Malév annonce, le 31 janvier, qu'elle n'a plus assez de liquidités pour poursuivre ses opérations, en plus de sa dette énorme .
Le 3 février 2012 à six heures, l'activité de Malév est finalement suspendue à cause de ses problèmes financiers majeurs, après 66 ans d'activité. Jusqu'au bout, le gouvernement lui a cherché un repreneur, sans succès. Elle est mise en faillite faute d'offres de reprise sérieuses. Le dernier vol fut le MAH745, entre Helsinki et Budapest ; l'avion était un Boeing 737-800 avec le numéro de queue HA-LOH, qui phonétiquement veut dire « Salut » en hongrois.
Les Boeing 737 de la compagnie sont partis en Arizona, où ils vont être réutilisés par d'autres compagnies aériennes. 
En juillet 2013, des hommes d'affaires hongrois soutenus par des investisseurs du Moyen-Orient ont annoncé qu'ils comptaient lancer une nouvelle compagnie aérienne hongroise pour remplacer Malév, qui assurera ses vols sous le nom de Solyom Hungarian Airways.

## Destinations

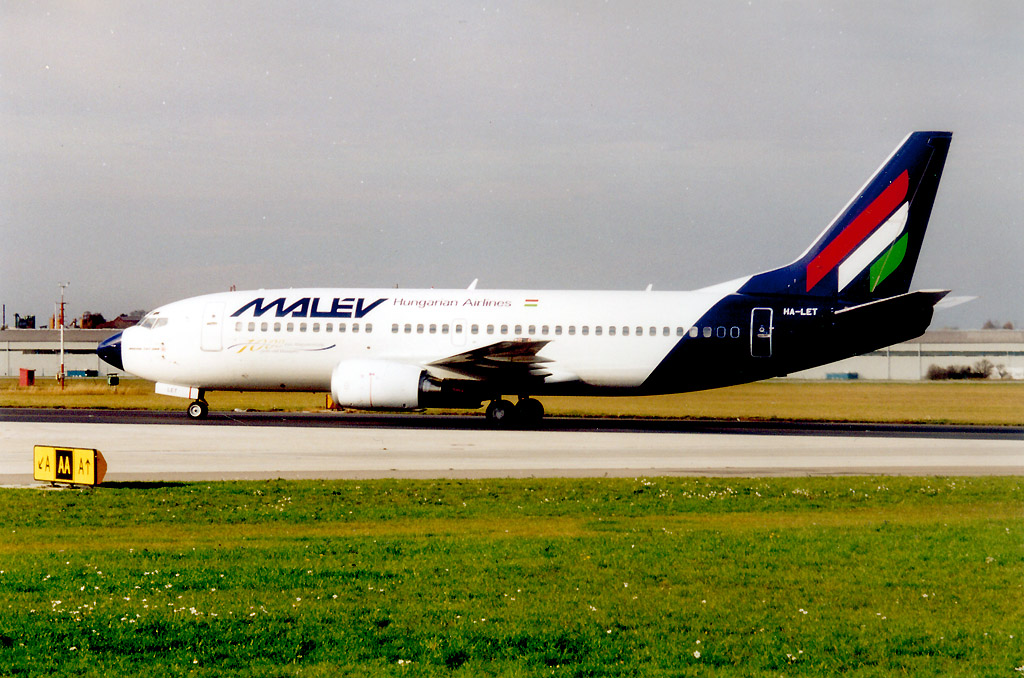
Boeing Malév

Malév desservait 50 destinations en Europe et au Moyen-Orient.

## Flotte

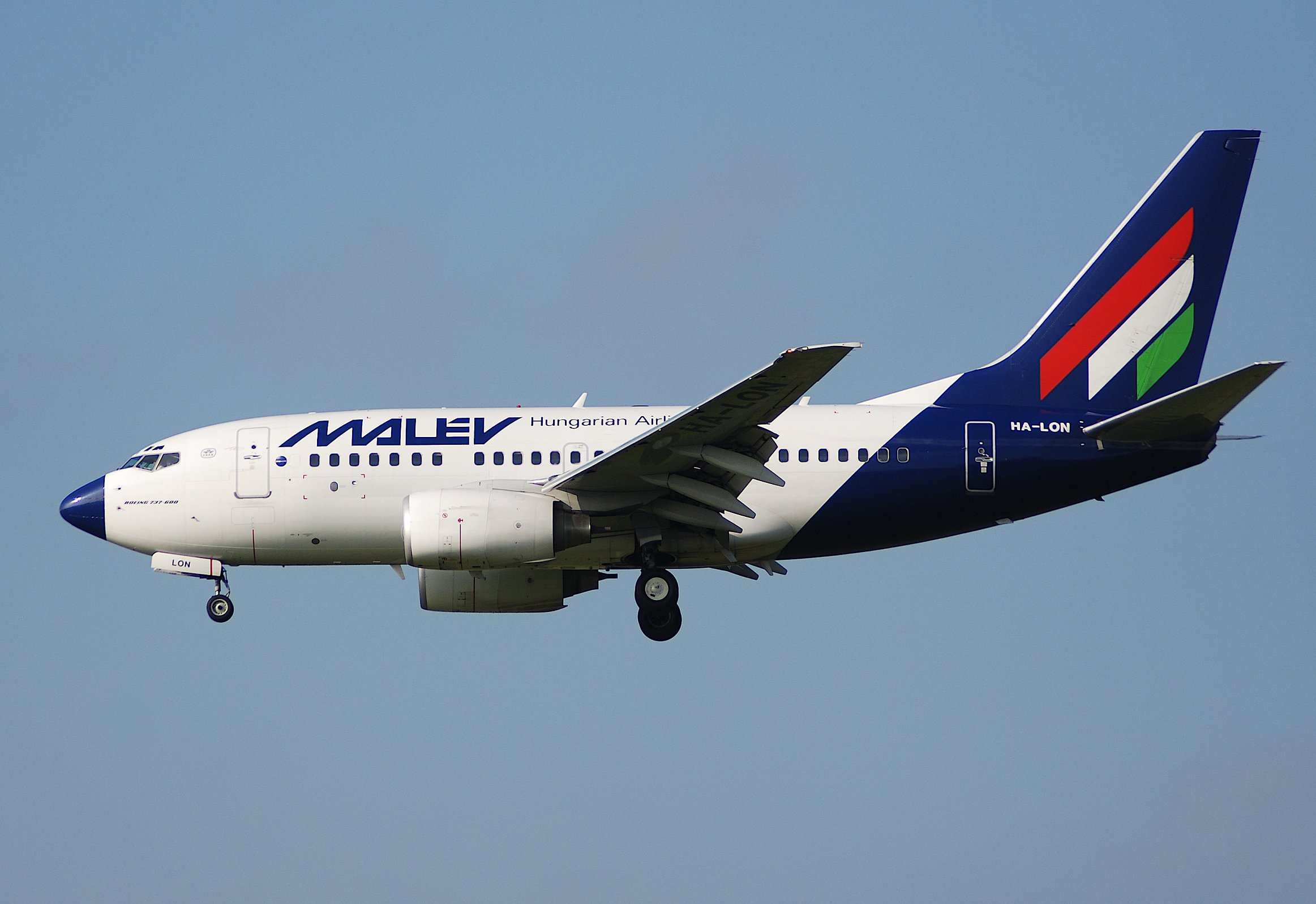
Boeing 737-600

En février 2012, Malév exploitait 21 avions.

## Partenariats
Partage de codes
Outre ses partenaires Oneworld, Malév avait des accords de partage de codes avec les compagnies aériennes suivantes:
| - Aeroflot - Aerosvit - Air France - Alitalia | - American Airlines* - British Airways* - Bulgaria Air - Carpatair | - CSA Czech Airlines - Finnair* - Hainan Airlines - Iberia* | - Japan Airlines* - Moldavian Airlines - Qantas* - Royal Jordanian* |  |

*membres de Oneworld

## Galerie

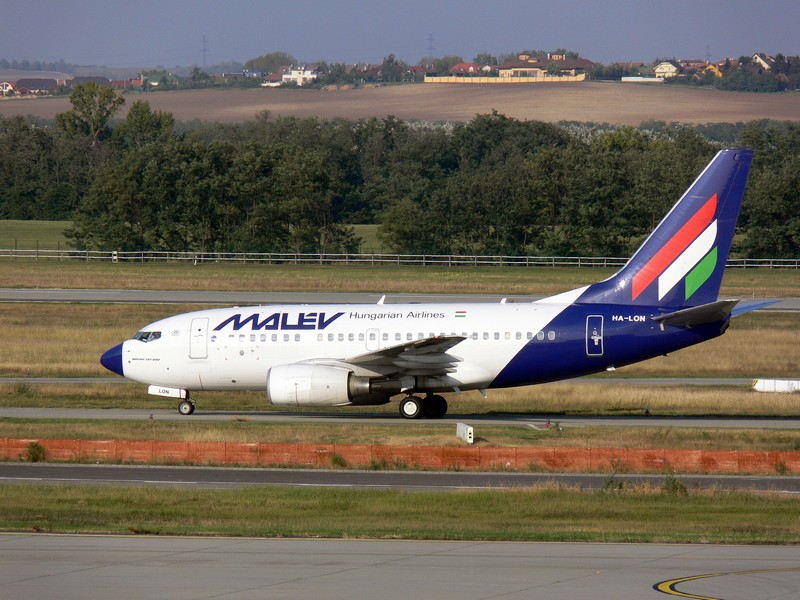
Boeing 737
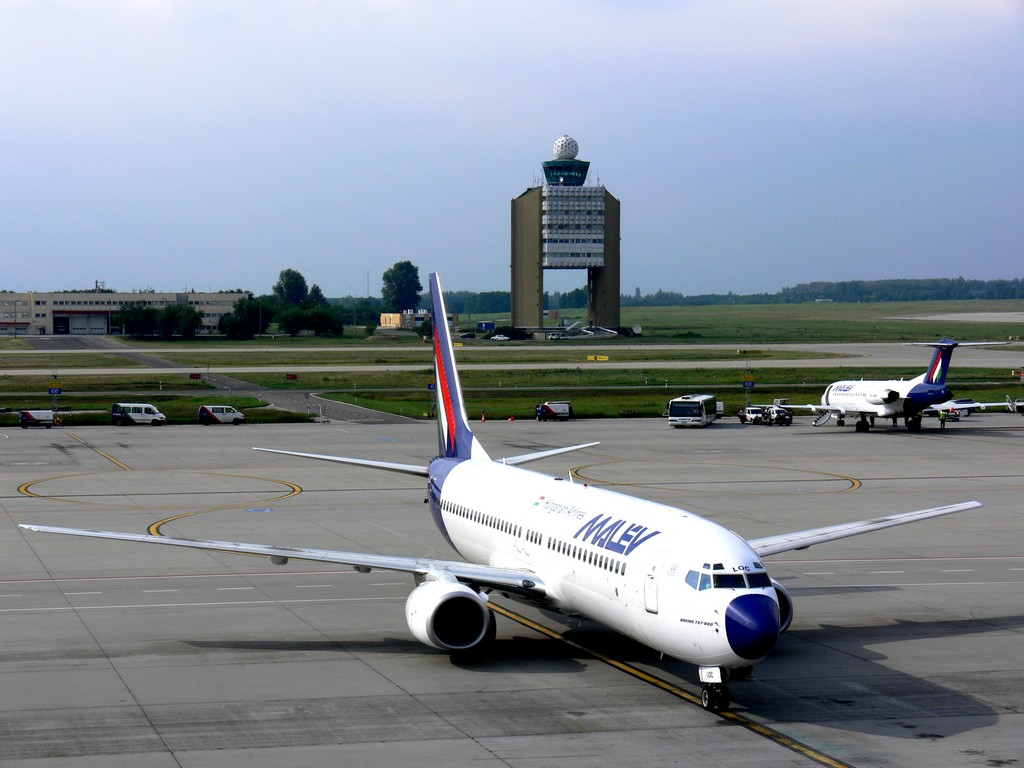
Boeing 737
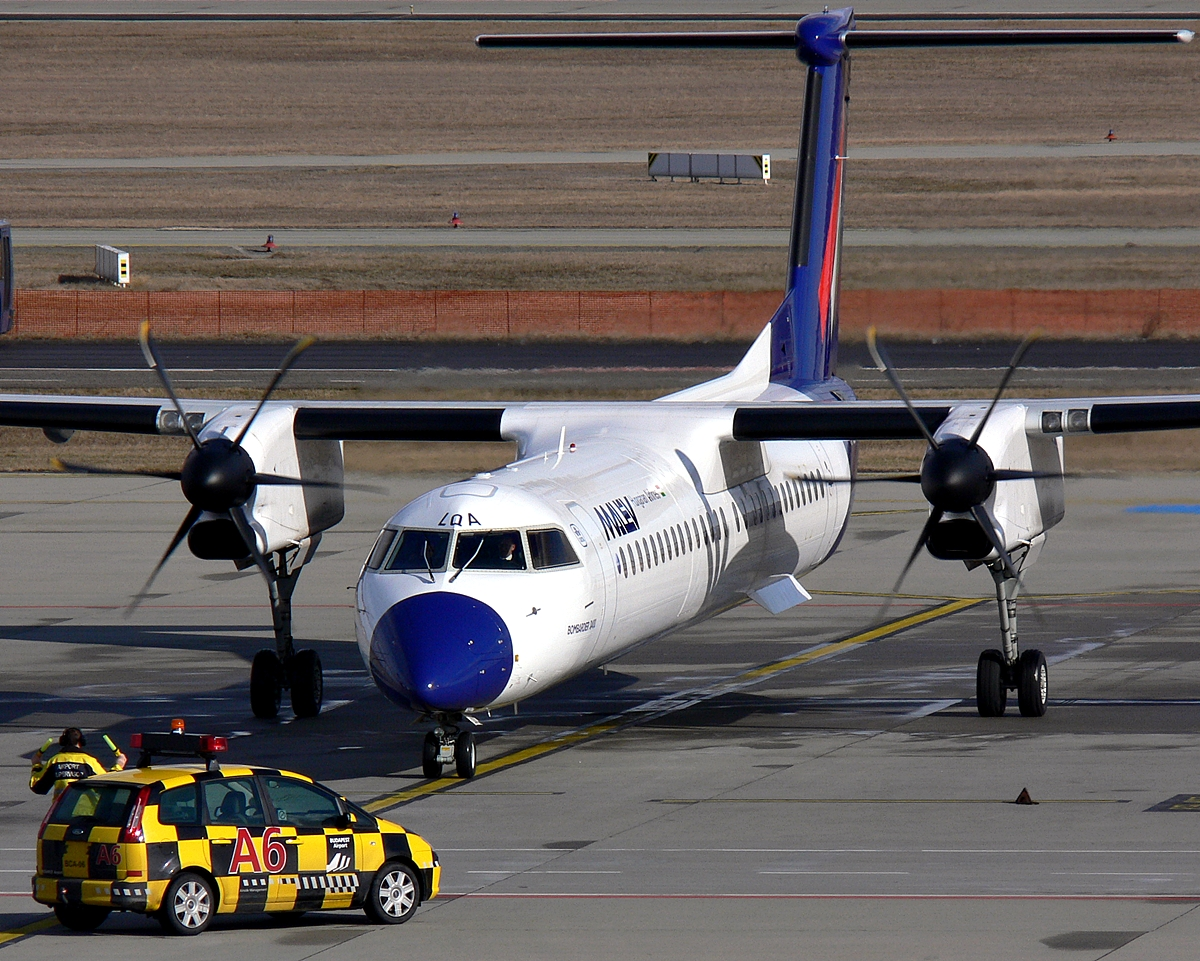
Bombardier Dash 8
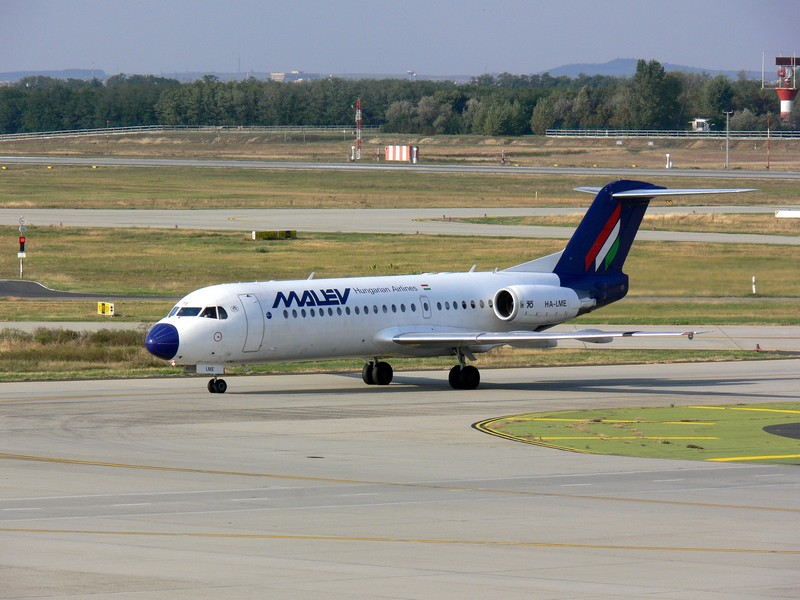
Fokker F70
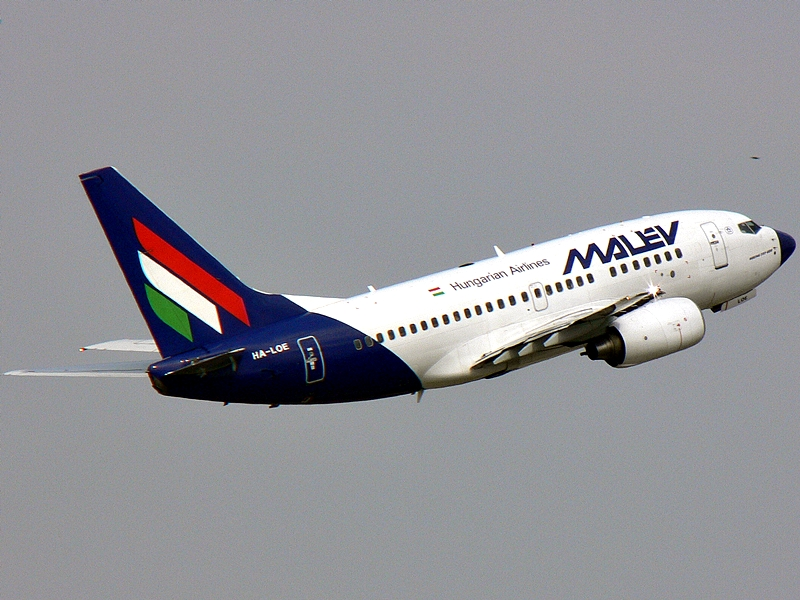
Boeing 737
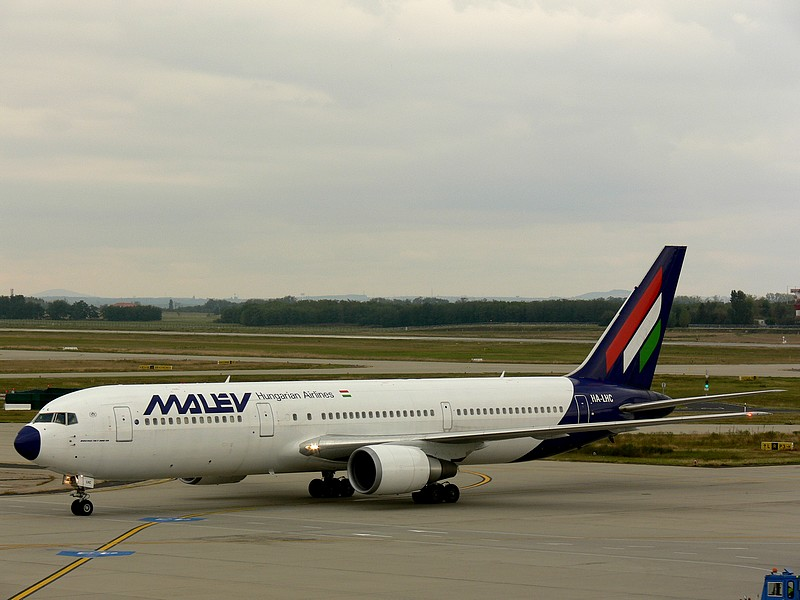
Boeing 767